# Рудёнково (озеро)
Рудёнково (бел. Рудзёнкава) — озеро в Полоцком районе Витебской области Белоруссии. Относится к бассейну реки Нача.

## Описание
Озеро Рудёнково располагается в 23 км к юго-западу от Полоцка и в 0,5 км к северо-востоку от деревни Глинские.
Площадь зеркала составляет 0,16 км², длина — 0,77 км, наибольшая ширина — 0,28 км. Длина береговой линии — 1,78 км. Площадь водосбора — 16,5 км².
Котловина вытянута с севера на юг. Склоны котловины высотой 5—7 м, пологие, на востоке распаханные, на западе покрытые кустарником. Береговая линия умеренно извилистая. Берега возвышенные, поросшие кустарником и редколесьем. Около западного берега присутствует небольшой остров.
В озеро впадает несколько ручьёв, один из которых вытекает из озера Сердово. На северо-западе вытекает малая река Городенка, впадающая в Начу с правой стороны.
Ихтиофауну представляют окунь, плотва, лещ, щука, линь и другие виды рыб.